# Aegilips
Aegilips (лат.) — род мелких перепончатокрылых наездников подсемейства Anacharitinae из семейства Figitidae. Эндопаразитоиды.

## Распространение
Повсеместно: Голарктика, Неотропика, Австралазия, Афротропика.

## Описание
Мелкие перепончатокрылые, длиной несколько миллиметров. Вариабельный род. Некоторые представители очень похожи на Xyalaspis, в то время как некоторые имеют больше внешнего вида мелких представителей Figitinae. Щиток может быть заострен назад, но образуется далеко от шипика и имеет менее выраженную ямчатую форму, так что околощиточный киль может проходить по всему щитку. Голова менее поперечная и треугольная, чем у других Anacharitinae.  Брюшко с 2 крупными видными тергитами. Паразитоиды личинок сетчатокрылых насекомых (Hemerobiidae и Chrysopidae, Neuroptera).

## Классификация
Около 20 видов. Включены в состав подсемейства Anacharitinae, где близки к родам Acanthaegilopsis и Xyalaspis.
- A. aethiopicus  Mata-Casanova & Pujade-Villar, 2017
- A. atricornis Fergusson, 1985
- A. capensis Kieffer, 1912
- A. curvipes Giraud, 1860
- A. flavidicornis (Kieffer, 1910)
- A. foveata  Mata-Casanova & Pujade-Villar, 2017
- A. nitidula (Dalman, 1823)
- A. punctulata Hedicke, 1928
- A. romseyensis Fergusson, 1985
- A. vena Fergusson, 1985
- A. virungae  Mata-Casanova & Pujade-Villar, 2017
- Другие виды

В 2018 году вид Anacharis flavidicornis  Kieffer, 1910 перенесён в род Aegilips Haliday, 1835 с новым названием Aegilips flavidicornis (Kieffer, 1910) comb. nov.